# Смит, Гилберт Озуалд
Ги́лберт О́зуалд Смит (англ. Gilbert Oswald Smith; 25 ноября 1872 — 6 декабря 1943), более известный как G. O. Smith или просто G. O. или Jo — английский футболист-любитель конца XIX века. Выступал за футбольные клубы «Олд Картузианс», «Оксфорд Юниверсити» и «Коринтиан», а также за национальную сборную Англии. Считался «первым великим центрфорвардом» и «одним из лучших футболистов XIX века». Также был крикетистом, играя за крикетные клубы графств Суррей, Хартфордшир и Оксфордского университета. По профессии был учителем.

## Клубная карьера
Во время учёбы в Чартерхаусе Смит играл в футбол за команду школы, «Олд Картузианс».
С 1893 по 1896 год, во время учёбы в Оксфорде (Смит учился в Кэбле), выступал за футбольную команду «Оксфорд Юниверсити». Принял участие в четырёх межуниверситетских футбольных матчах между Оксфордом и Кембриджем, в которых Оксфорд одержал три победы.
После окончания колледжа в Оксфорде Смит работал учителем в колледже Лансинга. В сезоне 1897/98 играл за «Олд Картузианс», выиграв с командой Любительский кубок Англии в 1897 году. Затем играл за «Коринтиан», сильнейший любительский клуб Англии того периода. С 1898 по 1903 год Смит провёл за «Коринтиан» 137 матчей, в которых забил 132 гола (по другим данным, он провёл 131 матч и забил 113 голов).
В 1898 году Смит был капитаном «Коринтиана» в первом в истории Суперкубке шерифа Лондона — турнире, в котором встречались лучшие профессиональные и любительские футбольные команды в Англии. В 1898 году в нём встретились «Коринтиан» и «Шеффилд Юнайтед».  Первый матч прошёл 19 марта 1898 года, в нём голов забито не было. 4 апреля состоялась переигровка, в ней была зафиксирована результативная ничья 1:1. После окончания основного времени игроки «Шеффилд Юнайтед» отказались играть дополнительное время, так как они протестовали против нескольких решений судьи. В итоге победа в первом Суперкубке шерифа Лондона была «разделена» между двумя клубами.
В 1900 году Смит вновь сыграл за «Коринтиан» в Суперкубке шерифа Лондона, на этот раз — против профессионального клуба «Астон Вилла» из Бирмингема. На этот раз «Коринтиан» одержал победу со счётом 2:1, причём Смит забил победный гол.

## Карьера в сборной
Смит дебютировал за национальную сборную Англии 25 февраля 1893 года в матче против Ирландии, забив один из голов своей команды.
Был капитаном сборной Англии минимум в 13 матчах (по другим данным, в 16) с 1896 по 1901 год.
В общей сложности провёл за сборную Англии 20 матчей с 1893 по 1901 год, забив в них 11 мячей, в том числе 4 мяча в ворота Ирландии 18 февраля 1899 года.

## Стиль игры
Г. О. Смит в основном выступал на позиции центрфорварда. Отличался очень хорошим пасом, что было нетипичным для футболистов XIX века. В некрологе в газете The Times он характеризовался «прежде всего как созидатель, а не бомбардир». Стив Блумер, его партнёр по сборной, признался, что именно по этой причине он предпочитал играть со Смитом, а не с другим центрфорвардом. Секретарь Футбольной ассоциации Фредерик Уолл также признавал эффективность связки двух игроков в сборной, причём в основном Смит снабжал голевыми передачами Блумера. В другом обзоре утверждается, что Смит «трансформировал роль центрфорварда из нападающего-индивидуалиста в связующее звено для линии атаки и всей команды целиком».
Эрнест Нидем, бывший капитаном сборной Англии в первых играх Смита за сборную, вспоминал: «Молодые игроки с интересом наблюдали за мистером Г. О. Смитом. В нём они видели одного из лучших центрфорвардов, представлявших Англию в международных матчах. Он один из самых блистательных и джентльменских игроков, когда-либо выходивших на футбольное поле. Он играет непринуждённо и изящно, точно пасует, и у него один из самых лучших ударов, которые я когда-либо видел. Когда он бьёт по воротам, он редко промахивается. Кроме того, он не эгоистичен. В итоге мы имеем идеального нападающего».
Смит редко и неохотно играл головой и хотел, чтобы «эта практика была запрещена».
Проблемой Смита было его хрупкое телосложение, из-за чего более физически крепкие игроки могли легко оттеснить его от мяча. Спортивный журналист Джеймс Кэттон отмечал: «Любой мог оттолкнуть его от мяча, если вступал с ним в контакт. Однако сделать это было сложно, он был очень изворотлив. Он ценился в основном своими изумительно точными передачами на любой из флангов, на любого из инсайдов или крайних нападающих. Он обладал таким балансом и равновесием, что даже осуществляя финты, ни один волос на его голове, казалось, не шевелился».
К моменту завершения карьеры Смит был одним из самых известных и почитаемых футболистов в Англии, по популярности он не уступал крикетисту Уильяму Грейсу. Международная федерация футбольной истории и статистики назвала Гилберта Смита «самым блистательным, даже идеальным, футболистом рубежа XIX и XX веков».

## Крикет
В юности Смит был крикетистом, выступая за команду Оксфордского университета, в том числе в матчах против Кембриджа в 1895 и 1896 годах. Также играл за крикетные клубы графств Суррей, Хартфордшир и Оксфордского университета.